# Dungeon Explorer II
Dungeon Explorer II es un videojuego de rol de acción publicado por Hudson Soft, originalmente para PC Engine CD (Super CD-ROM2), en 1993. Es la secuela de Dungeon Explorer.